# Reina Claudia Tardive de Chambourcy
Reina Claudia Tardive de Chambourcy sinonimia: Reine Claude Tardive de Chambourcy, es una variedad cultivar de ciruelo (Prunus domestica), de las denominadas ciruelas europeas,
una variedad de ciruela variedad antigua obtenida en 1810 como un árbol que crece en el jardín de " M. Bourgeois" en Chambourcy, se supone descendiente de 'Reina Claudia Verde', se desconocen polinizadores.
Las frutas tienen un tamaño medio, con un color de piel verde verde amarillento con chapa color granate en la parte próxima a la cavidad pedúncular, y pulpa de color amarillo verdoso, con textura bastante firme que se ablanda cuando madura, y sabor muy dulce agradable.

## Sinonimia
- "Reina Claudia de Chambourcy",
- "Reine Claude de Chambourcy tardive",
- "Reine Claude Latinois",
- "Reine Claude Tardive".[4]

## Historia
El área de origen de los ciruelos "Reina Claudia" sería seguramente Siria?, y se obtuvo en Francia tras el descubrimiento de un ciruelo importado de Asia que producía ciruelas de color verde. Este ciruelo fue traído a la corte de Francisco I por el embajador del reino de Francia ante la "Sublime Puerta", en nombre de Solimán el Magnífico.
El nombre de Reina Claudia es en honor de Claudia de Francia (1499–1524), duquesa de Bretaña, futura reina consorte de Francisco I de Francia (1494–1547). En Francia le decían la bonne reine.
'Reine Claude Tardive de Chambourcy' es una variedad de ciruela antigua, registrado por primera vez en 1810 como un árbol que crece en el jardín de " M. Bourgeois" en Chambourcy, Francia, fue exhibido en 1884, y se diferencia poco de la 'Reina Claudia Verde' de la que se cree que procede, se desconoce el "Parental Padre" fecundante con su polen.
'Reina Claudia Tardive de Chambourcy' está cultivada en diversos bancos de germoplasma de cultivos vivos tales como en National Fruit Collection (Colección Nacional de Fruta) de Reino Unido con el número de accesión: 1978 - 021 y nombre de accesión: Reine-Claude Tardive de Chambourcy. Recibido por "The National Fruit Trials" (Probatorio Nacional de Frutas) en 1978.

## Características
'Reina Claudia Tardive de Chambourcy' árbol de vigoroso crecimiento, de generosa producción, requiere poco mantenimiento. Requiere suelo ligero y una posición soleada. Las mejores frutas vienen cuando hay un comienzo de verano húmedo y un clima cálido y seco en el período de maduración. Si el clima es al revés, gran parte de la cosecha se pierde por culpa de la monilinia (Podredumbre parda). Tiene un tiempo de floración que comienza a partir del 19 de abril con el 10% de floración, para el 22 de abril tiene una floración completa (80%), y para el 3 de mayo tiene un 90% de caída de pétalos.
'Reina Claudia Tardive de Chambourcy' tiene una talla de tamaño medio (peso promedio 32.40 g.), de forma globosa, con la sutura perceptible, línea fina, incolora y transparente, situada en una depresión más o menos acentuada, continuando en la parte inferior dorsal; epidermis con abundante pruina blanco grisácea, no se aprecia pubescencia, siendo el color de la piel verde amarillento con chapa color granate en la parte próxima a la cavidad pedúncular, punteado abundantes; Pedúnculo de longitud largo (15.20 mm promedio), medio con la parte superior formando maza, sin pubescencia, ubicado en una cavidad del pedúnculo de anchura media, medianamente profunda, medianamente rebajada en la sutura y más suavemente en el lado opuesto;pulpa de color amarillo verdoso, con textura bastante firme que se ablanda cuando madura, y sabor muy dulce agradable.
Hueso semi libre, con ligera adherencia solo en zona ventral, de tamaño pequeño, elíptico redondeado, zona pistilar amplia y redondeada, zona ventral y surcos poco acusados, caras laterales medianamente labradas, granulosas.
Su tiempo de recogida de cosecha se inicia en su maduración en la segunda decena de septiembre.

## Usos
La ciruela 'Reine Claude Tardive de Chambourcy' debido sus características de calidad, se usa como fruta fresca de postre en mesa, aunque también se utiliza en usos culinarios, y de repostería, se transforma en mermeladas, almíbar de frutas, compotas.

## Cultivo
La ciruela 'Reina Claudia Tardive de Chambourcy' es una variedad de "Reina Claudia" que teme al frío: no se recomienda su cultivo al norte del Loira excepto en una posición soleada y protegida del viento.
La ciruela 'Reine Claude Tardive de Chambourcy' es autofértil y no necesita polen de otras variedades para cuaje del fruto.

## Enfermedades y plagas
Plagas específicas:
Pulgones, Cochinilla parda, aves Camachuelos, Orugas, Araña roja de árboles frutales, Polillas minadoras de hojas, Pulgón enrollador de hojas de ciruelo.
Enfermedades específicas:
Se afecta con la Podredumbre parda de las ciruelas.